# Meriania amplexicaulis
Meriania amplexicaulis är en tvåhjärtbladig växtart som beskrevs av John Julius Wurdack. Meriania amplexicaulis ingår i släktet Meriania och familjen Melastomataceae. IUCN kategoriserar arten globalt som sårbar.
Artens utbredningsområde är Ecuador. Inga underarter finns listade i Catalogue of Life.